# Abronija
Abronija (lat. Abronia), rod trajnica iz porodice noćurkovki (Nyctaginaceae). Pripada mu dvadesetak vrsta koja rastu po zapadnom dijelu Sjeverne Amerike, od Alberte i Saskatchewana na jug do Kalifornije i Teksasa, na poluotoku Kalifornija te do središnjeg Meksika. Vrsta Abronia ammophila raste tek na području Nacionalnog parka Yellowstone.

## Etimologija
Latinsko ime roda dolazi od grčkog abros, nježan ili graciozan. 

## Vrste
1. Abronia alpina Brandegee
2. Abronia ameliae Lundell
3. Abronia ammophila Greene
4. Abronia angustifolia Greene
5. Abronia argillosa S.L.Welsh & Goodrich
6. Abronia bigelovii Heimerl
7. Abronia bolackii N.D.Atwood, S.L.Welsh & K.D.Heil
8. Abronia carletonii J.M.Coult. & Fisher
9. Abronia elliptica A.Nelson
10. Abronia fragrans Nutt. ex Hook.
11. Abronia gracilis Benth.
12. Abronia latifolia Eschsch.
13. Abronia macrocarpa L.A.Galloway
14. Abronia maritima Nutt. ex S.Watson
15. Abronia mellifera Douglas ex Hook.
16. Abronia nana S.Watson
17. Abronia pogonantha Heimerl
18. Abronia turbinata Torr. ex S.Watson
19. Abronia umbellata Lam.
20. Abronia villosa S.Watson
21. Abronia ×alba Eastw.
22. Abronia ×minor Standl.

## Sinonimi
- Apaloptera Nutt. ex A.Gray
- Cycloptera Nutt. ex A.Gray
- Tricratus L'Hér. ex Willd.